# 丹陽村
丹陽村（たんようむら）は、愛知県丹羽郡にかつてあった村。現在の一宮市南部の地域であり、一宮市丹陽町に該当する。
一宮市合併後、名神高速道路一宮ICが開設され、交通の要所となっている。

## 沿革
- 江戸時代、この地域は尾張藩領（一部犬山藩領）であった。
- 1889年（明治22年）10月1日 -
  - 五日市場村と伝法寺村が合併し、二川村となる。
  - 三ツ井村、重吉村、平島村、外崎村が合併し、三重島村となる。
  - 吾鬘村、森本村、多加木村、猿海道村、馬見塚村が合併し、多加森村となる。
- 1906年（明治39年）7月1日 - 九日市場村、二川村、三重島村、多加森村が合併し、丹陽村となる[2][3]。
- 1907年（明治40年）- 大字馬見塚（旧:多加森村）を丹羽郡西成村に編入[2][3]。
- 1955年（昭和30年）1月1日 - 一宮市に編入され消滅[2][3]。

## 神社
- 阿豆良神社

## 学校
- 丹陽村立丹陽小学校（現：一宮市立丹陽小学校）
- 丹陽村立丹陽西小学校（現：一宮市立丹陽西小学校）
- 丹陽村立丹陽南小学校（現：一宮市立丹陽南小学校）
- 丹陽村立丹陽中学校（現：一宮市立丹陽中学校）